# جزیره باراتانگ
جزیره باراتانگ (به انگلیسی: Baratang Island) یک جزیره در هند است که در جزایر آندامان و نیکوبار واقع شده‌است. جزیره باراتانگ ۵٬۶۹۱ نفر جمعیت دارد.